# Osaka
Osaka  je grad u Kansai regiji na japanskom otoku Honšuu. Osaka je glavni grad istoimene prefekture i najveći grad u okrugu Keihanshinu. U srcu je područja koje ima 19 milijuna stanovnika Osaka-Kobe-Kyoto. Osaka je treći grad po veličini stanovništva u Japanu poslije Tokya i Yokohame i ima 2,7 milijuna stanovnika.

## Zemljopis
Osaka se smjestila na zapadnom dijelu Osaka Baya na ušću rijeke Yodo. Nalazi se na jugu otoka Honšua, najvećeg japanskog otoka. Grad je okružen s desetak manjih gradova, koji gotovo svi pripadaju okrugu Keihansin osim Amagasakia koji pripada okrugu Hyogo. Okrug Keihansin je drugo najmnogoljudnije područje u Japanu i jedno od najvećih metropolitanskih mjesta svijeta.
Najveća točka u gradu je Tsurumi-ku visok 37,5 metara, dok se najniža točka, Nishiyodogawa-ku nalazi dva metra ispod razine mora.

## Ekonomija
Osaka je nekad bila trgovinsko središte Japana, ali je Tokio danas preuzeo tu ulogu. No, u posljednje vrijeme mnoge velike kompanije premještaju svoja sjedišta iz Tokija u Osaku. Neke od većih kompanija sa sjedištem u Osaki su: Sharp, Panasonic, Daimaru, Kansai, Nova.

## Povijest
Grad se nekad zvao Naniva, ime koje još i danas nosi distrikt u centru Osake. Car Kotoku je Osaku učinio prijestolnicom. Budistička sekta Jodo Šinšu je 1496. godine napravila utvrdu oko svog hrama u Osaki. 
Oda Nobunaga je 1576. godine započeo opsadu tog utvrđenja. Kad su se 1580. nakon četiri godine monasi predali, hram je uništen a Toyotomi Hideyoshi na tom mjestu gradi poznati dvorac Osaka. 
Današnje ime dobiva tijekom ere Meiji.

## Prijevoz
Međunarodni aerodrom Kansai je glavni aerodrom smješten na pravokutnom, umjetnom otoku zaljeva Osaka. (Kanasi je i zemljopisni pojam područja zapadnog Honšua koje okružuje Osaku). Tim aerodromom se služe i Nara, Kobe i Kyoto. Osim aerodroma, Osaka je s okolicom dobro povezana željeznicom i podzemnom željeznicom.

## Gradovi prijatelji
- Chicago, SAD
- Hamburg, Njemačka
- San Francisco, SAD
- São Paulo, Brazil
- Šangaj, NR Kina
- Melbourne, Australija
- Milano, Italija
- Sankt Peterburg, Rusija
- Dubai, UAE

Gradovi s kojima surađuje:
- Budimpešta, Mađarska
- Buenos Aires, Argentina
- Dnjipro, Ukrajina
- Busan, Južna Koreja

## Vanjske poveznice
- Službene stranice Osake